# Krystyna Rotkiewicz
Krystyna Anna Rotkiewicz (ur. 1936, zm. 21 grudnia 2019) – polska chemiczka, prof. dr hab.

## Życiorys
Obroniła pracę doktorską, w 1990 habilitowała się na podstawie dorobku naukowego i pracy zatytułowanej Relaksacja p-cyjano-N, N-dwualkiloanilin do stanów wzbudzonych z separacją ładunku. Kinetyka procesu i struktura produktu. 30 listopada 2001 nadano jej tytuł profesora w zakresie nauk chemicznych.
Pracowała w Instytucie Chemii na Wydziale Matematycznym i Przyrodniczym Uniwersytetu Jana Kochanowskiego w Kielcach, a także w Instytucie Chemii Fizycznej Polskiej Akademii Nauk.
Zmarła 21 grudnia 2019.
W 1997 otrzymała Srebrny Krzyż Zasługi.

## Publikacje
- 2002: 1,3-Diphenyl-1H-pyrazolo[3,4-b]quinolines. A Versatile Fluorophor for the Design of Brightly Emissive Molecular Sensors[2]
- 2006: Photophysical properties of TICT molekule adsorber on semiconductor titania-Silica colloids[2]
- 2006: Acid-base properties of 3,5-dimetyl-1,7-diphenyl derivative of bis-pyrazolopyridine in non-aqueous solutions[2]
- 2008: Enhancement of Photoacidity by Formation of an Intramolecular Charge Transfer State with Twisted Conformation[2]